# Itame florida
Itame florida là một loài bướm đêm trong họ Geometridae.